# بابونه نازک
بابونه نازک (نام علمی: Anthemis gracilis) نام یک گونه از سرده بابونه است.